# Alfred Court
Marie Alfred Charles Louis Court de Payen, dit Alfred Court, né le 1er janvier 1883 à Marseille, mort le 14 juillet 1977 à Nice, est un artiste, dompteur et directeur de cirque français.

## Biographie
Dixième enfant d'une riche famille d'industriels, fils de Joseph Court de Payen et petit-fils d'Alexandre Clapier, Alfred Court exerce dès l'âge de quinze ans au Casino de Nice où il se perfectionne dans plusieurs disciplines circassiennes (trapèze, perchiste, équilibriste et acrobatie).
Il crée un numéro de barre fixe  avec son frère et un autre partenaire, sous le nom d'Egelton, fameux, puis avec sa femme Renée Vasserot (fille d'André Vasserot) le numéro de mains à mains des Orpington.
Engagé par le cirque Barnum aux États-Unis, il devient par la suite un entrepreneur du Cirque Europeo au Mexique en collaboration avec les Codonas qui fut détruit lors d'une révolution à Cuba.
Après la fin de la Première Guerre mondiale, le cirque connaît une période florissante pour les cirques européens. À son retour des États-Unis en 1921, il devient dresseur d'animaux sauvages en créant avec son frère Jules le « Zoo Circus », premier cirque-ménagerie de France, avant-gardiste par son organisation. Il y développe sa propre collection d'animaux sauvages et commence à faire de la publicité pour des numéros de cage à louer à d'autres cirques, dont un groupe de dix tigres, un groupe de dix-huit lions, un groupe de douze ours polaires, un groupe de dix panthères et un groupe mixte de loups et hyènes.
Le Zoo Circus, après quelques années d'un succès notamment en popularisant le cirque à travers la publicité, fait faillite en 1932. Alfred Court repart aux États-Unis pour devenir dompteur et directeur de la ménagerie de Barnum.
Alfred Court meurt en 1977 à Nice.